# Priscilla Lopes-Schliep
Priscilla Lopes-Schliep (Canadá, 26 de agosto de 1982) es una atleta canadiense, especialista en la prueba de 100 m vallas, con la que ha llegado a ser subcampeona mundial en 2009.

## Carrera deportiva
En el Mundial de Berlín 2009 gana la medalla de plata en los 100 m vallas, con un tiempo de 12,54 segundos, quedando tras la jamaicana Brigitte Foster-Hylton (oro) y por delante de otra atleta jamaicana que ganó el bronce Delloreen Ennis-London.
El año anterior, en los JJ. OO. de Pekín 2008 había conseguido el bronce en la misma prueba de 100 m vallas.